# Бабайківка
Баба́йківка — село в Україні, у Царичанській селищній громаді Дніпровського району Дніпропетровської області. До 2016 року центр сільської ради. Площа — 5,13 км², домогосподарств — 604, населення — 1 173 осіб.

## Географія
Село Бабайківка розташоване на лівому березі річки Оріль, нижче за течією на відстані 1 км розташоване село Новостроївка, на протилежному березі — село Помазанівка. Примикає до села Кущівка. На відстані 2,5 км протікає канал Дніпро — Донбас. Річка в цьому місці звивиста, утворює лимани, стариці і заболочені озера.
Розташоване за 10 км на північ від центру громади і за 65 км від залізничної станції Бузівки.

## Археологія
До історичних пам'ятників Бабайківської сільської ради на початку XX сторіччя входили дві Полівські могили в центрі самого села, Преображенська могила в Царині між Бабайківкою та Преображенкою, Левенцівська могила в селі Бабайківка, могила Котів горб, особливе місце займали земляні вали, рови та кургани, розміщені як по правому, так і по лівому берегах Орелі. Найбільшими з них були в 1920 роки: Журавський вал і рів на річці Журавці.
В степу, недалеко від села Преображенка, до 1930 років добре зберігалися сліди великого Запорізького табору, який включав земляні вали, кургани та рови з сигнальними вежами. Всі вони разом відомі були під місцевою назвою Запорізького коша.
В даний час на території сільської ради числяться кургани: в селі Бабайківка — 3 кургани і 1 курганний могильник з 2-ох курганів; в селі Івано-Яризівка — 1, у селі Новостроївка — 5, у селі Кущівка — 1, а за селом Вербове є земляні вали укріплення (редут).

## Історія
Село виникло на початку XVIII століття. Згідно з літописами і народними переказами на підвищеному супіщаному лівому березі Орелі з'явився новий хутір-поселення, де поселилися одружені козаки на чолі з Данилом Бабаєм, від прізвища якого і походить назва населеного пункту. Перша ж згадка про село в історичних документах сягає 1740 року. Село було частиною Запорозької Січі і входило до Протовчанської, а з 1770 року до Орільської паланки.
На початку 1772 року за даними перепису тут було 40 дворів, в 1773 році налічувалося 60 дворів, а в 1777 році 232 двори з загальним числом мешканців 1 516 осіб (804 чоловіки і 712 жінок). Появились нові хутори: Новостроївка, Оленівка, Гнатівка, Яризівка, Лукашівка, Іванівка.
В 1859 році в селищі налічувалось 746 дворів в яких мешкало 6335 осіб, з яких 3155 чоловіків та 3180 жінок. В Бабайківці була 1 православна церква, 2 ярмарки та базар.
В 1863 році село належало до Новомосковського повіту Катеринославської губернії, число мешканців — 2 775. В 1882 році до Бабайківки були приєднані хутори: Новостроївка, Березівка, Преображенка. Станом на 1886 рік в слободі, центрі Бабайківської волості, мешкало 2 673 особи, налічувалось 486 дворів, діяли православна церква, школа, земська поштова станція, дві лавки, відбувалось три ярмарки на рік та базар на свята.
За переписом 1897 року кількість мешканців зросла до 6224 осіб (3127 чоловічої статі та 3097 — жіночої), з яких 6190 — православної віри.
В 1907 році Бабайківська волость налічувала 1 049 дворів, населення 5 911 осіб (3 642 чоловіків і 2 269 жінок).
Радянська окупація встановлена в січні 1918 року. У 1919 році в Бабайківському лісі дислокувалися Червоноповстанської загони братів Дрелевського і Орленка. Перша партійна ячейка створена у 1919 році, комсомольська — у 1929 році.
На початку 1920-х років село входило до Новомосковського повіту як волость, а потім до Полтавської губернії. З 1927 року — в складі Царичанського району Дніпропетровської округи УРСР, а з 1934 року до складу Царичанського району Дніпропетровської області.
У 1929 році в селі створено чотири Товариства спільної обробки землі, які в 1931 році перетворені в колгоспи.
Близько 600 жителів села воювали на фронтах німецько-радянської війни, 76 з них удостоєні бойових нагород, 254 — загинули. У селі споруджено меморіальний комплекс в пам'ять про воїнів, полеглих при відвоюваннія села, і односельців, які загинули.
У повоєнний час в селі знаходилася центральна садиба колгоспу «Україна», за яким було закріплено 8 207 га сільськогосподарських угідь, у тому числі 6 110 га орної землі. Головним напрямом господарства було виробництво зерна і продуктів тваринництва. За трудові досягнення кілька передовиків виробництва були нагороджені орденами і медалями, серед них орденом Леніна — колгоспниця Л. Є. Бугай, орденом Жовтневої Революції — колишній директор зоотехнікуму І. П. Щербань тощо. У селі діяли середня школа, річна сільськогосподарська школа (до 1974 року — зоотехнікум), лікарня на 50 ліжок з амбулаторією і стаціонарним відділенням, дитячий комбінат на 120 місць, будинок культури з залом на 600 місць, п'ять бібліотек з книжковим фондом понад 25,5 тисяч примірників, відділення зв'язку, ощадкаса, шість магазинів, три їдальні, АТС. За 1966–1977 роки в селі було побудовано 141 житловий будинок.

## Населення
Згідно з переписом УРСР 1989 року чисельність наявного населення села становила 1673 особи, з яких 749 чоловіків та 924 жінки.
За переписом населення України 2001 року в селі мешкало 1426 осіб.

### Мова
Розподіл населення за рідною мовою за даними перепису 2001 року:
| Мова            | Відсоток |
| --------------- | -------- |
| українська      | 96,23 %  |
| російська       | 2,37 %   |
| інші/не вказали | 1,4 %    |

## Сучасність
У селі працюють загально-освітня школа I—III ступеня, дошкільний навчальний заклад «Барвінок», амбулаторія загальної практики сімейної медицини, фельдшерсько-акушерський пункт, будинок культури, бібліотека.
Найбільші підприємства села: ТОВ «Україна», СФГ «Дніпро», СФГ «Україна», СФГ «Гружинскас», СФГ «Теліпко».

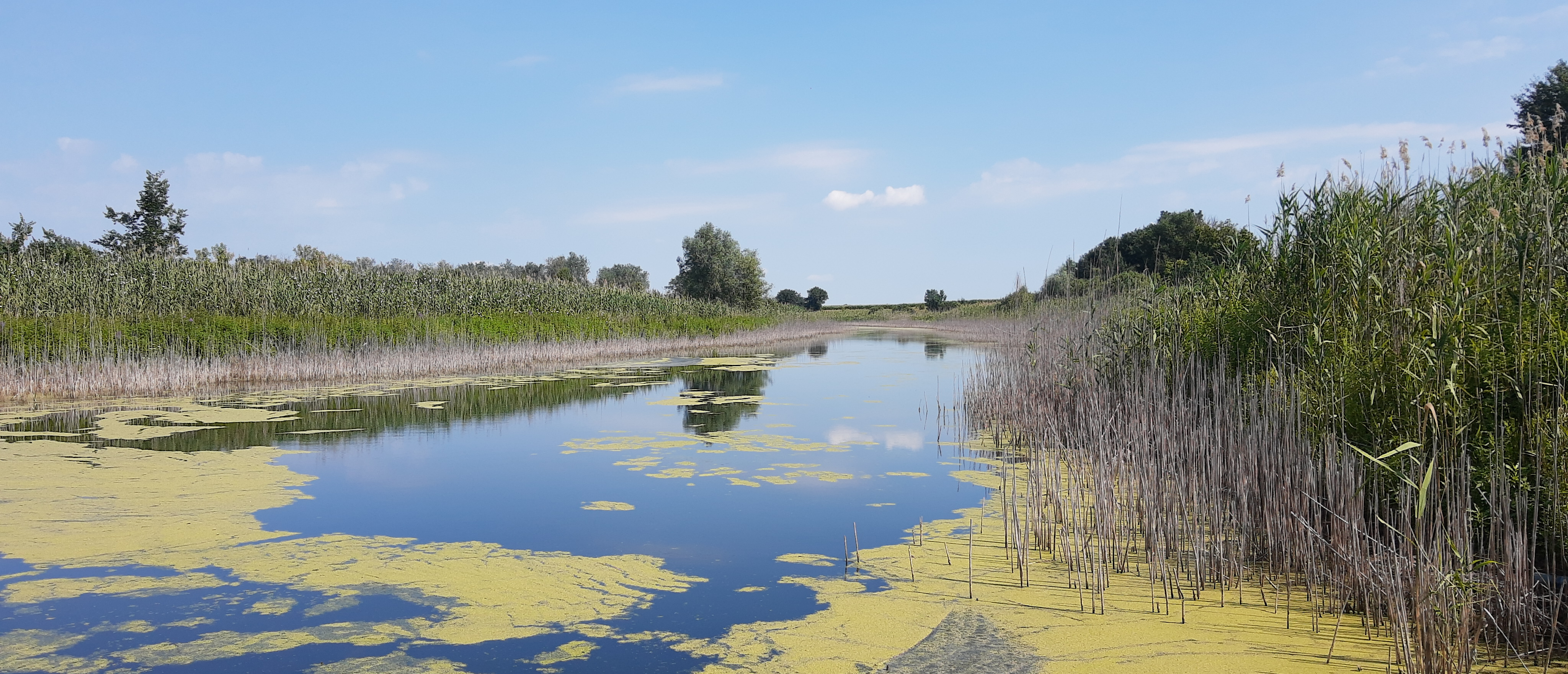
Водойма озера у заказнику

## Пам'ятки природи
Неподалік села розташований гідрологічний заказник місцевого значення озеро «Довге».

## Відомі люди
Уродженцями села є
- письменники Багмут Іван Андріанович
- і Багмут Йосип Андріанович,
- Шмалій Валерій Олександрович — солдат батальйону «Дніпро-2», загинув під час боїв за Іловайськ.
- Чикійдовський Андрій Степанович (1880-1938) -  Його батько Стефан Іванович Чикійдовський до перевороту 1917 року служив у Бабайківці дияконом.  Звинувачений органами НКВС у належності до агентури іноземної розвідки, Розстріляний 29.01.1938 р[12].